# 분당중앙고등학교
분당중앙고등학교(盆唐中央高等學校)는 대한민국 경기도 성남시 분당구 정자동에 위치한 공립 고등학교이다.

## 학교 연혁
- 1994년 2월 8일 : 불정고등학교 설립 인가(36학급)
- 1994년 3월 1일 : 초대 김홍원 교장 취임
- 1994년 3월 4일 : 입학식 및 개교
- 1996년 3월 1일 : 교명 변경(분당중앙고등학교)
- 2002년 5월 10일 : 일반 교실 10실, 특별 교실 7실, 조리실 1실 증축
- 2003년 10월 29일 : 도서관 현대화 시설 확충, 개관
- 2009년 6월 12일 : 체육관 개관(특별실 7실)
- 2009년 10월 30일 : 교육과학기술부 지정 과학중점학교 선정
- 2015년 3월 1일 : 자율학교 지정(2015년 ~ 2020년)
- 2022년 9월 1일 : 제10대 이광주 교장 취임
- 2023년 1월 3일 : 제27회 졸업식 270명(총 12,651명)
- 2023년 3월 2일 : 신입생 입학식(258명)

- 2024년 : 경기형 과학고등학교 선정
- 2025년 : 교육부의 과학고등학교 지정 동의
- 2027년 3월 과학고등학교 전환 개교

## 참고 자료
- 분당중앙고등학교 - 한국교육학술정보원 학교알리미